# Luigi Rados
Luigi Rados (Parma, 19 ottobre 1773 – Milano, 1840) è stato un incisore e pittore italiano.

## Biografia
Luigi Rados si formò a Milano, all'Accademia di belle arti di Brera, specializzandosi nell'incisione. Usò varie tecniche: acquaforte, acquatinta, maniera a granito, bulino. Nei primi anni di attività fu incisore, disegnatore, pittore e calligrafo. Due suoi figli si sono distinti nell'arte: Giovanni Rados è stato incisore ed Eugenio Rados diventò uno scultore.
Ha inciso un gran numero di ritratti di contemporanei - in gran parte realizzati a mezzo busto e di tre quarti ed editi a Milano, da Giovanni Ricordi - in particolare quelli di artisti di teatro, i due ritratti di Maria Luisa d'Asburgo-Lorena, duchessa di Parma (nel 1812 e nel 1818), tratti da disegni del pittore francese Jean François Bosio (1764-1827) e un ritratto di Napoléon le Grand, sempre da un disegno di Bosio, 1812. Ideò testatine, fregi e vignette, per gli atti ufficiali della Repubblica Cisalpina.
Dalla Raccolta di scene teatrali eseguite e disegnate dai più celebri pittori scenici in Milano dell'incisore milanese Stanislao Stucchi, Luigi Rados ha inciso vari bozzetti di scene, tra cui Carcere, per l'opera "I due Valdomiri", musicata da Peter von Winter su libretto di Felice Romani e il bozzetto di scena Interno di piramide, per il ballo "Psammi re d'Egitto" composto dal coreografo e danzatore Salvatore Viganò.
Sue incisioni si conservano alla New York Public Library, alla Wellcome Collection al Wellcome Trust (Londra) e alla Biblioteca nazionale di Francia.

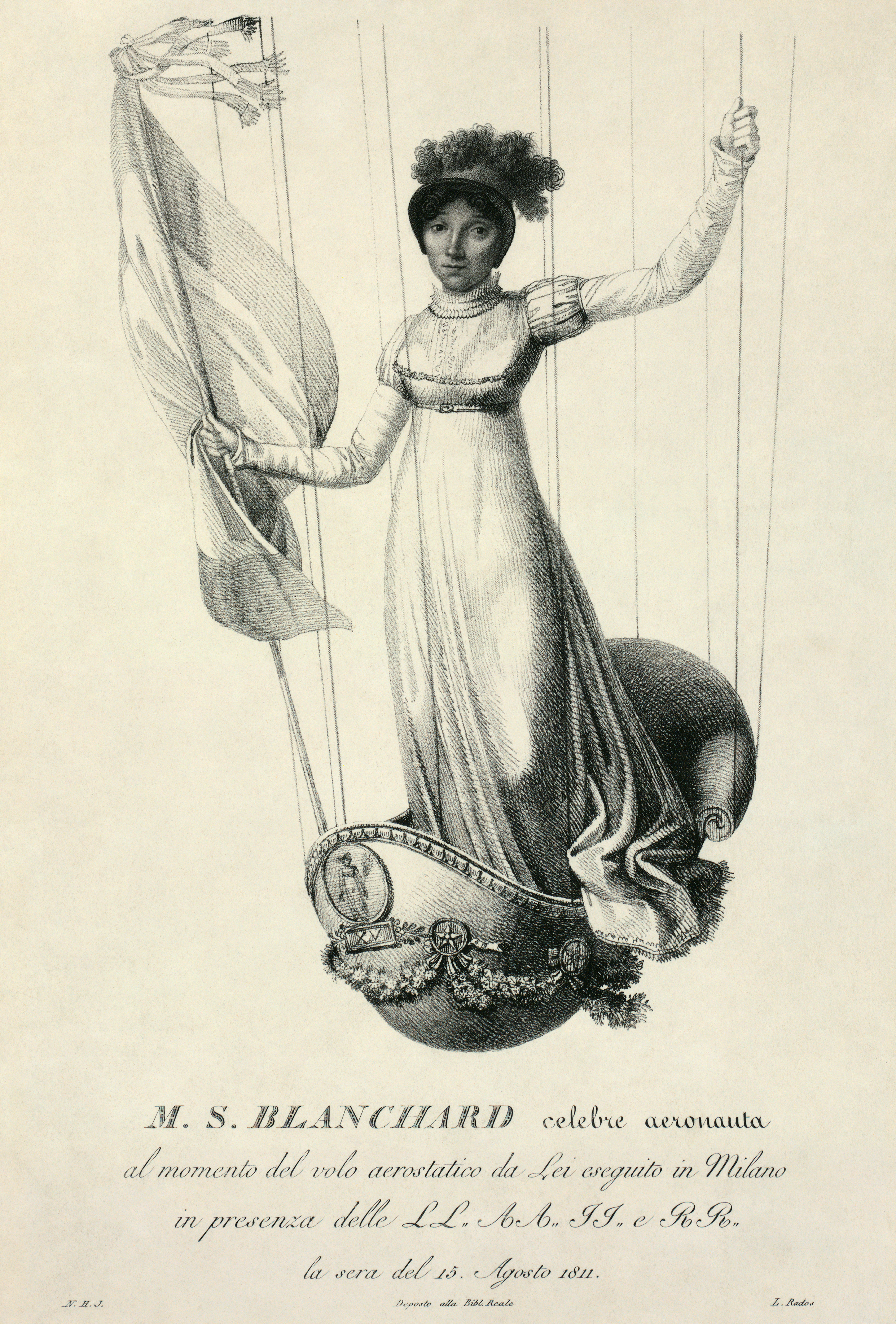
Luigi Rados, Ritratto di Sophie Blanchard sul pallone

### Opere

#### Scritti
- Miscellanea: primo saggio col metodo d'incisione calco cuprografico / perfezionato ed eseguito da Luigi Rados, Milano, presso l'incisore L. Rados, 1832, SBN VEA0178811.

#### Carte geografiche
- (FR) Plan de la ville de Cadix, sa baie, et ses environs: rédigé d'après une carte très-exacte et particulière,  Milan, chez Bettalli[2]

#### Illustrazione di libri
- Prose e versi sull'inaugurazione del busto di Virgilio, Mantova, dalla stamperia Virgiliana di Giuseppe Braglia, 1800-1801, SBN LO1E004026. Tavola disegnata da Felice Campi e incisa da L. Rados.
- Descrizione della festa celebrata in Reggio ai 20 vendemmiale anno 9º in onore dell'Ariosto, Reggio, Dalla Stamperia di Michele Torreggiani, 1800-1801, SBN MODE028381.
- Alessandro Verri, Le notti romane al sepolcro de' Scipioni, Milano, presso Agnello Nobile, 1804, SBN PUVE021330.
- Nicolas Henri Jacob, Luigi Rados, Storia naturale delle scimie e dei maki disegnati dal sig.r N.H. Jacob ed incise dal sig.r L. Rados, in cui vien rappresentata la figura di ciascuna specie, accompagnata d'un testo italiano, colla traduzione del medesimo nelle lingue francese e tedesca. Opera disposta con ordine dietro le scoperte dei più rinomati naturalisti, Milano, editori vari, 1814, SBN UBOE067337.
- Alessandro Verri, Discorsi varj del conte Alessandro Verri pubblicati nel giornale letterario intitolato Il Caffè, Milano, Silvestri, 1818, SBN TO0E018908.
- Ludovico Ariosto, L'Orlando furioso, Milano, Silvestri, 1820, SBN FERE001763.
- Bernardino Baldi, Della vita e de' fatti di Guidobaldo 1º da Montefeltro duca d'Urbino libri dodici, Milano, Silvestri, 1821, SBN RAVE009208.
- Gian Domenico Romagnosi, Dell'insegnamento primitivo delle matematiche, Milano, per Giovanni Pirotta, 1822, SBN PARE042458.
- Paolina Secco Suardo Grismondi, Poesie della contessa Paolina Secco-Suardo Grismondi tra le pastorelle arcadi Lesbia Cidonia, Bergamo, dalla stamperia Mazzoleni, 1822, SBN UBOE041606.
- Luigi Lanzi, Storia pittorica della Italia dal risorgimento delle belle arti fin presso al fine del 18º sec., Milano, Giovanni Silvestri, 1823, SBN RAVE001661. In collaborazione con altri incisori.
- Carlo Botta, Storia naturale e medica dell'isola di Corfù, Milano, Silvestri, 1823, SBN RAVE001900.
- Carlo Amoretti, Viaggio da Milano ai tre laghi Maggiore, di Lugano e di Como e ne' monti che li circondano, Milano, Silvestri, 1824, SBN SBLE018717.
- Torquato Tasso, L'Aminta favola boschereccia, Milano, Giovanni Silvestri, 1824, SBN LO1E004986.
- Luigi Carrer, Poesie, Milano, Giovanni Silvestri, 1834, SBN TO00645247.

#### Altre incisioni
- Milano. Palazzo del Senato
- (LA) P. Napoli Signorellius: non sibi, sed patriae, litteris ac aerumnis natus[3]
- Facciata del Pantheon, Teatro, Borsa, Museo del Foro Bonaparte in Milano, Spaccio della Dogana nel Foro Bonaparte in Milano, Barriera del Sempione nel Foro Bonaparte in Milano, opere dell'architetto Giovanni Antolini, 3 tavole incise all'acquatinta, 1806
- Spettacolo di Naumachia dato dalla città di Milano il 9 giugno 1811 nell'Anfiteatro in occasione del Battesimo di S. M. il re di Roma[4]